# Vardashat
Vardashat es una localidad del raión de Ararat, en la provincia de Ararat, Armenia, con una población censada en octubre de 2011 de 178 habitantes. 
Se encuentra ubicada al sur de la provincia, cerca del río Aras —el principal afluente del río Kurá— y de la frontera con Turquía, Irán y la República Autónoma de Najichevan de Azerbaiyán.